# Benedikt Doll
Benedikt Doll (Titisee-Neustadt, 24 marzo 1990) è un ex biatleta tedesco.

## Biografia
In Coppa del Mondo ha esordito il 16 marzo 2012 a Chanty-Mansijsk (32º in sprint), ha ottenuto il primo podio il 10 marzo 2013 a Soči Krasnaja Poljana (2º in staffetta) e la prima vittoria il 21 gennaio 2017 ad Anterselva, in staffetta.
Ha preso parte alla sua prima rassegna iridata a Kontiolahti 2015, dove è stato 10º nella sprint, 28º nell'inseguimento, 16º nella partenza in linea e 6º nella staffetta mista; il 19 marzo seguente ha conquistato il primo podio individuale in Coppa del Mondo a Chanty-Mansijsk (3º in sprint). L'anno dopo ai Mondiali di Oslo Holmenkollen 2016 ha vinto la medaglia d'argento nella staffetta e si è piazzato 33º nella sprint, 39º nell'inseguimento, 18º nella partenza in linea e 13º nell'individuale. Nell'edizione successiva di Hochfilzen 2017 ha vinto il titolo mondiale nella sprint (suo primo successo individuale in carriera) e si è posizionato 11º nell'inseguimento, 9º nella partenza in linea, 19º nell'individuale e 4º nella staffetta. Ai XXIII Giochi olimpici invernali di Pyeongchang 2018, sua prima presenza olimpica, ha vinto la medaglia di bronzo nell'inseguimento e nella staffetta e si è classificato 6º nella sprint e 5º nella partenza in linea.
Ai Mondiali di Östersund 2019 ha vinto la medaglia d'argento nella staffetta e nella staffetta mista e si è piazzato 11º nella sprint, 12º nell'inseguimento, 8º nella partenza in linea, 10º nell'individuale. L'anno seguente nell'edizione iridata di Anterselva 2020 ha vinto la medaglia di bronzo nella staffetta ed è stato 14º nella sprint, 29º nell'inseguimento, 12º nella partenza in linea, 12º nell'individuale e 4º nella staffetta mista; ai Mondiali di Pokljuka 2021 si è invece piazzato 38º nella sprint, 30º nell'inseguimento, 22º nella partenza in linea, 8º nell'individuale e 7º nella staffetta. Ai XXIV Giochi olimpici invernali di Pechino 2022 è giunto 8º nella sprint, 32º nell'inseguimento, 8º nella partenza in linea, 6º nell'individuale, 4º nella staffetta e 5º nella staffetta mista. Ai Mondiali di Oberhof 2023 si è classificato 55º nella sprint, 15º nell'inseguimento, 26º nella partenza in linea, 5º nell'individuale, 5º nella staffetta e 6º nella staffetta mista e a quelli di Nové Město na Moravě 2024 ha vinto la medaglia di bronzo nell'individuale e si è piazzato 13º nella sprint, 16º nell'inseguimento, 12º nella partenza in linea e 4º nella staffetta. Si è ritirato dalle competizioni nel marzo 2024, al termine dell'ultima tappa stagionale di Coppa del Mondo.

## Palmarès

### Olimpiadi
- 2 medaglie:
  - 2 bronzi (inseguimento, staffetta a Pyeongchang 2018)

### Mondiali
- 6 medaglie:
  - 1 oro (sprint[2] a Hochfilzen 2017)
  - 3 argenti (staffetta[2] a Oslo Holmenkollen 2016; staffetta mista[2], staffetta[2] a Östersund 2019)
  - 2 bronzi (staffetta[2] ad Anterselva 2020; individuale a Nové Město na Moravě 2024)

### Mondiali juniores
- 4 medaglie:
  - 3 ori (staffetta a Canmore 2009; staffetta a Torsby 2010; staffetta a Nové Město na Moravě 2011)
  - 1 argento (individuale a Nové Město na Moravě 2011)

### Mondiali giovanili
- 1 medaglia:
  - 1 oro (staffetta a Ruhpolding 2008)

### Europei
- 5 medaglie:
  - 2 ori (staffetta a Val Ridanna 2011; inseguimento a Bansko 2013)
  - 2 argenti (sprint a Bansko 2013; individuale a Nové Město na Moravě 2014)
  - 1 bronzo (staffetta a Nové Město na Moravě 2014)

### Europei juniores
- 2 medaglie:
  - 2 argenti (sprint, inseguimento a Val Ridanna 2011)

### Coppa del Mondo
- Miglior piazzamento in classifica generale: 4º nel 2023
- 48 podi (18 individuali, 30 a squadre), oltre a quelli conquistati in sede iridata e validi anche ai fini della Coppa del Mondo:
  - 7 vittorie (5 individuali, 2 a squadre)
  - 19 secondi posti (5 individuali, 14 a squadre)
  - 22 terzi posti (8 individuali, 14 a squadre)

#### Coppa del Mondo - vittorie
| Data             | Località                | Nazione   | Spec.                                                |
| ---------------- | ----------------------- | --------- | ---------------------------------------------------- |
| 21 gennaio 2017  | Anterselva              | Italia    | RL (con Erik Lesser, Arnd Peiffer e Simon Schempp)   |
| 19 dicembre 2019 | Annecy Le Grand-Bornand | Francia   | SP                                                   |
| 5 marzo 2021     | Nové Město na Moravě    | Rep. Ceca | RL (con Erik Lesser, Arnd Peiffer e Philipp Nawrath) |
| 22 gennaio 2022  | Anterselva              | Italia    | MS                                                   |
| 9 marzo 2023     | Östersund               | Svezia    | IN                                                   |
| 15 dicembre 2023 | Lenzerheide             | Svizzera  | SP                                                   |
| 5 gennaio 2024   | Oberhof                 | Germania  | SP                                                   |

Legenda:

SP = sprint

MS = partenza in linea

IN = individuale

RL = staffetta